# Esteviosídeo
Esteviosídeo cujas propriedades açucaradas provêm de glicosídeos de esteviol, extraídos das folhas da planta Stevia rebaudiana Bertoni, trata-se de um edulcorante de origem natural com 40 a 300 vezes o poder adoçante da  sacarose ou açúcar comum, não sintético, ao contrário do ácido clicâmico, o aspartame ou a sacarina. Tem sabor agradável e não apresenta gosto residual.
É um diterpeno da classe dos cauranos, o qual possui três moléculas de glicose ligadas à sua, sendo duas à hidroxila do carbono-13 e uma à carboxila do carbono-19. 
Na sua forma natural, o esteviosídeo é um pó branco, sendo apresentado nesta forma ou na forma líquida (diluída). Algumas empresas já estão disponibilizando produtos como achocolatados, condimentos e gelatinas.
Desde 1970 o esteviosídeo é utilizado no Japão como agente edulcorante (adoçante) em alimentos e bebidas. No Brasil, desde 1987 é utilizado como adoçante e, nos Estados Unidos, a partir de 1995 como ingrediente para suplemento dietético..
No entretanto, em 2012, numa situação que já acontecia em França, devido à segurança encontrada no seu uso alimentar, foi igualmente autorizada a sua aplicação e utilização em toda a União Europeia, sobe o código E960, com algumas recomendações de normal moderação.